# Loredana Dinu
Loredana Dinu (Craiova, 2 april 1984) is een Roemeens schermer.

## Carrière
Dinu nam tweemaal deel aan de Olympische Spelen won in 2016 olympisch goud met het degen team.
In 2010 en 2011 werd zij wereldkampioen met het team.

## Resultaten

### Olympische Zomerspelen
| Jaar | Plaats         | Resultaten    |
| ---- | -------------- | ------------- |
| 2012 | Londen         | 6e degen team |
| 2016 | Rio de Janeiro | degen team    |

### Wereldkampioenschappen schermen
| Jaar | Plaats          | Resultaten |
| ---- | --------------- | ---------- |
| 2010 | Sint Petersburg | degen team |
| 2011 | Catania         | degen team |
| 2015 | Moskou          | degen team |

1996: Barlois, Flessel, Moressée-Pichot ·
2000: Aznavoerjan, Jermakova, Logoenova, Mazina ·
2004: Logoenova, Aznavoerjan, Jermakova, Sivkova ·
2012: Na, Xiaojuan, Yujie, Anqi ·
2016: Dinu, Gherman, Pop, Popescu ·
2020: Beljajeva, Embrich, Kirpu, Lehis ·
2024: Fiamingo, Navarria, Rizzi, Santuccio